# Inácio (discípulo de Metódio)
Inácio (em grego medieval: Ἰγνάτιος; romaniz.: Ignátios; em latim: Ignatius) foi clérigo bizantino do século IX. Foi um dos discípulos de Metódio e participou em suas missões missionários na Europa Central.

## Vida

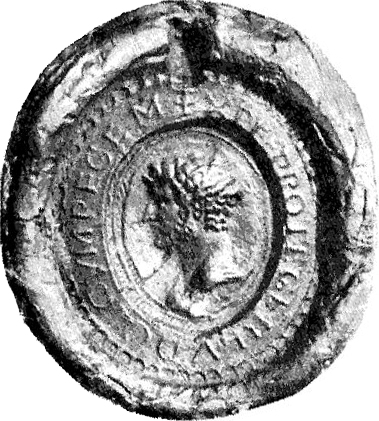
Selo de r.

Inácio era discípulo de Metódio e talvez um de seus companheiros que ao chegaram a Panônia Inferior foram enviados a Roma por Gozilo com Metódio. Na viagem, os clérigos bávaros que viram ameaçados seus esforços missionários na Panônia prenderam-nos início de 870; Adaluíno de Salzburgo, Hermenerico de Passávia e Anão de Frisinga talvez estiveram envolvidos nesse episódio.
No final de 870, um sínodo do clero bávaro se reuniu em Ratisbona com a presença de Luís, o Germânico (r. 817–876). Nele, Metódio e seus discípulos foram condenados e exilados à Suábia, onde ficaram na Abadia de Ellwangen ou Reichenau. É provável que tenha sido nesse contexto que foram escritas as entradas do livro da abadia de Reichenau nas quais aparecem os nomes de Leão, Inácio, Joaquim, Simeão, Dragais e talvez Lázaro e Gorasdo. Em decorrência dessa ação dos bispos bávaros, papa Marinho I (r. 882–884) excomungou-os e proibiu que executassem a missa enquanto não libertassem os exilados. Isso surtiu efeito e na primavera de 873, Metódio e seus discípulos foram libertados.
Segundo a Vida de Metódio, quatro de seus companheiros foram consagrados clérigos em Roma em 868/69, dois como presbíteros e dois como diáconos. Pensa-se que talvez Inácio fosse um daqueles citados nessa passagem.